# Lutzomyia alphabetica
Lutzomyia alphabetica är en tvåvingeart som först beskrevs av Fonseca F. 1936.  Lutzomyia alphabetica ingår i släktet Lutzomyia och familjen fjärilsmyggor. Inga underarter finns listade i Catalogue of Life.